# Arkys toxopeusi
Arkys toxopeusi là một loài nhện trong họ Araneidae.
Loài này thuộc chi Arkys. Arkys toxopeusi được Eduard Reimoser miêu tả năm 1936.